# Независимое движение за национальную реконструкцию
Независимое движение за национальную реконструкцию (порт. Movimento Independente para a Reconstrução Nacional) — португальская правая политическая организация 1977—1984 годов, в 1979—1984 — Независимое движение за национальную реконструкцию / Португальская правая партия (порт. Movimento Independente para a Reconstrução Nacional / Partido da Direita Portuguesa). Создано генералом Каулза ди Арриага, активным салазаристом, участником колониальной войны, противником Апрельской революции. Позиционировалось как «социальная демократия», выступало с позиций национал-консерватизма, антикоммунизма и антимарксизма. Потерпело поражение на парламентских выборах 1980 года.

## Контекст создания
После ноябрьских событий 1975 года политическая обстановка в Португалии в целом стабилизировалась. Потрясения Апрельской революции 1974 и Жаркого лета 1975 отодвинулись в прошлое. Политическая борьба вошла в парламентское русло. Крайне правые круги, ранее действовавшие силовыми методами, стали искать новые политические формы.
В январе 1976 был освобождён из заключения генерал Каулза ди Арриага — командующий португальскими войсками в Мозамбике во время колониальной войны. Каулза ди Арриага был известен не только как эффективный военачальник, но и как крупный политический авторитет салазаристского лагеря (именно по этой причине, без конкретного обвинения, революционные власти арестовали его в 1974). Не возражая в принципе против «эволюции к либеральной и демократической системе по западным образцам», Каулза ди Арриага выступал с позиций жёсткого антикоммунизма, национал-патриотизма и консервативного популизма, требовал «уважать традиции нашей родины».
Основные программные тезисы своей организации — получившей название Независимое движение за национальную реконструкцию (MIRN) — Каулза ди Арриага сформулировал 31 декабря 1976 года. Активная деятельность MIRN началась в январе 1977.

## Идеология и программа
Движение Каулзы ди Арриаги выступало под лозунгами Нет марксизму! Против экстремизма! Всё для Португалии! Официально MIRN позиционировалась как правая социальная демократия (здесь сказывался риторический сдвиг португальской политики влево), но воспринималась в обществе как ультраправая структура, продолжающая традиции салазаризма и Нового государства.
Организация призывала к жёсткому отпору марксистам и леворадикалам, жёстко противостояла Португальской компартии (ПКП). Союзниками MIRN выступали крайне правые силы внутри и вне Португалии. Финансирование поступало от председателя западногерманского ХСС Франца Йозефа Штрауса. Создание MIRN вызвало тревогу в ПКП, среди левых политиков и даже в СССР.
Важное место в программе MIRN занимал переход к режиму президентской республики, установление сильной власти главы государства. В конкретной политической ситуации второй половины 1970-х это выглядело парадоксально, поскольку президентом Португалии был противник Каулзы ди Арриаги Рамалью Эанеш, олицетворявший продолжение «апрельского курса».
27 июля 1979 года Верховный суд Португалии зарегистрировал MIRN в качестве политической партии под названием Независимое движение за национальную реконструкцию / Португальская правая партия (Movimento Independente para a Reconstrução Nacional / Partido da Direita Portuguesa, MIRN/PDP).

## Поражение 1980 года
На парламентских выборах 1980 года MIRN/PDP выступала в блоке с Христианско-демократической партией Пиньейру ди Азеведу и Национальным фронтом Манэула Муриаша. За коалицию крайне правых националистов проголосовали всего 23819 избирателей — около 0,4 %. При этом победу на выборах одержали правые партии, объединённые в Демократический альянс. Общество поддерживало либерально-консервативный курс, но отторгало силы, ассоциируемые с салазаризмом, противопоставляемые революции.
После поражения на выборах деятельность MIRN/PDP была постепенно свёрнута. 30 июня 1984 года деятельность партии официально прекратилась. 12 ноября 1997 года решение о роспуске партии принял Конституционный суд Португалии. Каулза ди Арриага продолжал деятельность политического публициста и организатора ветеранского движения, скончался в 2004.

## Политическое наследие
В современной Португалии политическая традиция MIRN усматривается в правонационалистической, консервативно-популистской и евроскептицистской Партии национального обновления. Её основатель Жозе Пинту Коэлью в молодости состоял в MIRN. С MIRN также сравнивается партия Chega, основанная в Андре Вентурой в 2019 году.